# 克雷斯皮亚蒂卡
克雷斯皮亚蒂卡（義大利語：Crespiatica），是意大利洛迪省的一个市镇。总面积7平方公里，人口2072人，人口密度296.0人/平方公里（2009年）。ISTAT代码为098025。